# Neocatara buruensis
Neocatara buruensis är en insektsart som beskrevs av Schmidt 1926. Neocatara buruensis ingår i släktet Neocatara och familjen Tropiduchidae. Inga underarter finns listade i Catalogue of Life.